# جک گیلفورد
جک گیلفورد (انگلیسی: Jack Gilford; ۲۵ ژوئیهٔ ۱۹۰۸ – ۴ ژوئن ۱۹۹۰) هنرپیشه، کمدین و فعال اهل ایالات متحده آمریکا بود.

## گزیده فیلم‌شناسی
از فیلم‌ها یا برنامه‌های تلویزیونی که وی در آن نقش داشته‌است می‌توان به آثار زیر اشاره کرد.
- تبصره ۲۲ (فیلم) (۱۹۷۰)
- آنها ممکن است غول باشند (فیلم) (۱۹۷۱)
- ببر را نجات دهید (۱۹۷۳)
- هری و والتر به نیویورک می‌روند (۱۹۷۶)
- آنا به قدرت بی‌نهایت (۱۹۸۳)
- پیله (۱۹۸۵)